# Свищево (Красноярский край)
Свищево — деревня в Берёзовском районе Красноярского края России. Входит в состав Маганского сельсовета.

## География
Деревня расположена вдоль Транссибирской железнодорожной магистрали и автодороги «Березовка — Маганск», на берегах реки Берёзовка, примерно в 15 км к юго-юго-востоку (SSE) от районного центра, посёлка Берёзовка, на высоте 230 метров над уровнем моря.

## Население
| 1989 | 2002 | 2010 |
| ---- | ---- | ---- |
| 332  | ↘296 | ↘256 |

Гендерный состав
По данным Всероссийской переписи населения 2010 года 130 мужчин и 126 женщин из 256 чел.

## Улицы
Уличная сеть деревни состоит из 8 улиц.